# Chi Giao linh
Chi Giao linh (Zollingeria) là một chi thực vật thuộc họ Sapindaceae.
Bao gồm các loài:
- Zollingeria borneensis Adema
- Zollingeria dongnaiensis Pierre